# TuRa 1886 Essen
TuRa 1886 Essen ist ein Sportverein aus dem Essener Stadtteil Altendorf. Die erste Fußballmannschaft spielt in der Kreisliga B. Der Verein spielte ein Jahr in der damals zweitklassigen II. Division.

## Geschichte
Der Verein wurde am 4. August 1886 als Turnverein Helene Amalie Essen gegründet. Zu den Gründern des Vereins gehörten Arbeiter der Zechen Helene und Amalie, die die Namen der Bergwerke in den Vereinsnamen integrierten. Am 13. April 1913 wurde eine Fußballabteilung gegründet. Im Jahre 1919 folgte die Umbenennung in TuS Helene Amalie Essen-West, bevor am 8. Februar 1920 der Vereinsname in TuRa Essen geändert wurde.
Im Jahre 1947 verpasste TuRa die Qualifikationsrunde zur neu geschaffenen Oberliga West nur knapp. Ein Jahr später wurde TuRa bei der Niederrheinmeisterschaft Dritter hinter dem Lokalrivalen Rot-Weiss, der in die Oberliga aufstieg, und dem Duisburger SpV. Im Jahre 1949 gehörte die TuRa zu den Gründungsmitgliedern der II. Division West. Trotz eines achten Tabellenplatzes wurde dem Verein aus wirtschaftlichen Gründen die Lizenz entzogen.
In den folgenden Jahren stürzte TuRa tief ab. Dem Abstieg aus der Landesliga 1952 folgte der Abstieg in die Kreisliga ein Jahr später. Nach dem sofortigen Wiederaufstieg in die Bezirksliga erreichte der Verein 1956 den Wiederaufstieg in die Landesliga nach zwei 2:1-Siegen in Entscheidungsspielen mit dem BV Altenessen 06. Nach 14 Jahren in der Landesliga stieg die TuRa 1970 in die Bezirksliga ab. Elf Jahre später rutschte der Verein in die Kreisliga A. Seitdem pendelt der Verein zwischen der Kreisliga A und B.

## Persönlichkeiten
- Horst Ebert
- Wolfgang Glock
- Willi Multhaup